# Aachener Geschichtsverein

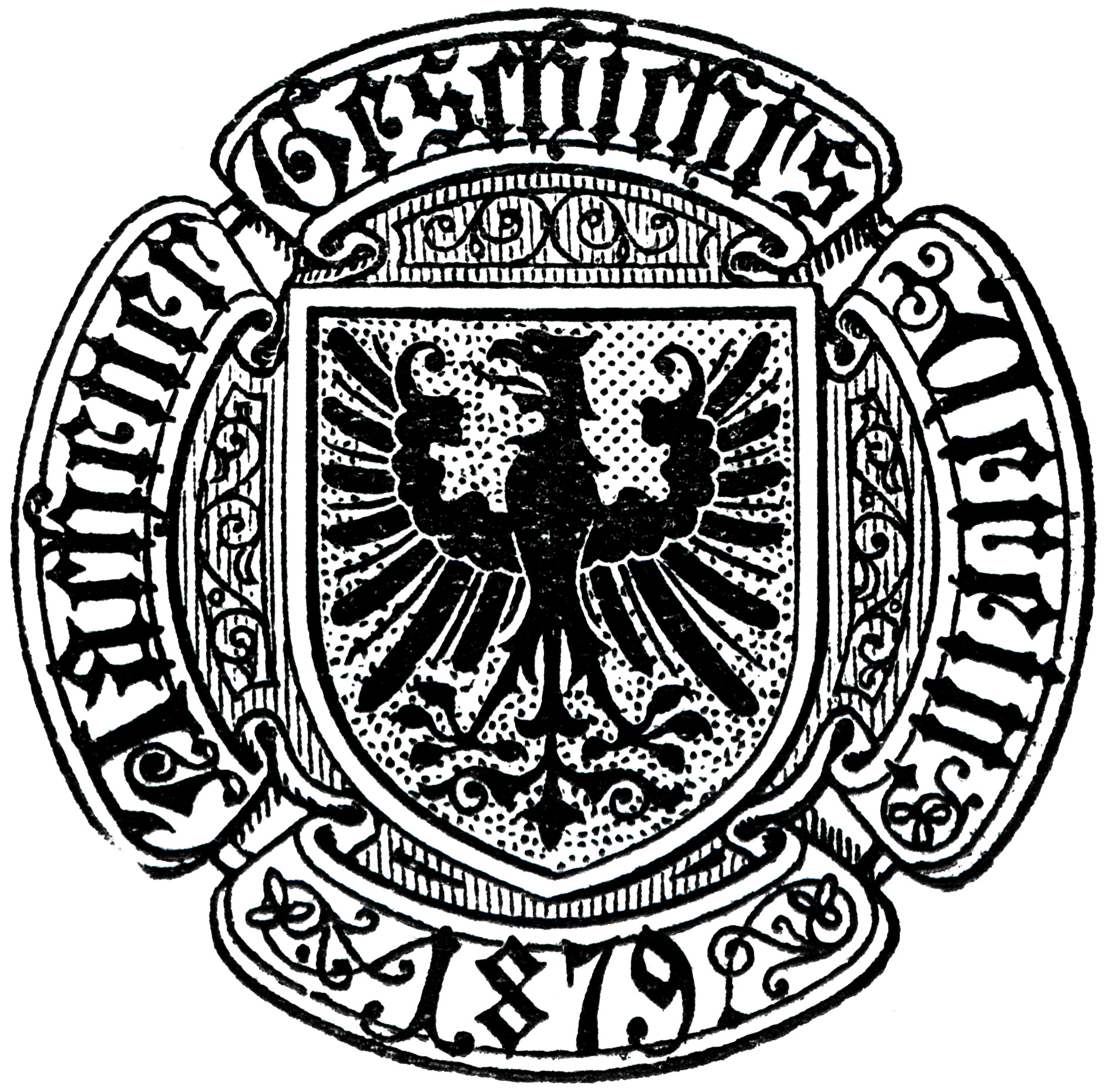
Historisches Logo des Aachener Geschichtsvereins (1879)

Der Aachener Geschichtsverein e. V. (AGV) ist ein 1879 in Aachen gegründeter gemeinnütziger Verein, der sich mit der Erforschung, Auswertung, Archivierung und Publizierung der Geschichte der Stadt Aachen einschließlich der Euregionalen Territorialgeschichte und der Reichsgeschichte befasst sowie mit den Bereichen der Kunst- und Baugeschichte. Der AGV zählt derzeit etwa 750 Mitglieder und hat seinen Sitz in den Räumen des Aachener Stadtarchivs, Reichsweg 30 in Aachen. Er ist Mitglied im Gesamtverein der Deutschen Geschichts- und Altertumsvereine.
Die Organe des Vereins werden gebildet aus einem für fünf Jahre gewählten sechsköpfigen Vorstand sowie dem Beirat, dem wissenschaftlichen Ausschuss und der Mitgliederversammlung. Dem Beirat gehören der Vorstand und bis zu zwanzig weitere Mitglieder an, dem wissenschaftlichen Ausschuss der Vorstand und mindestens drei Mitglieder mit wissenschaftlicher Kompetenz.
Es ist das Ziel des AGVs, mittels einer breit aufgestellten Öffentlichkeitsarbeit und Publikationsvielfalt seine Forschungsergebnisse und Analysen den interessierten Bürgerinnen und Bürgern nahezubringen und dadurch auch neue Mitglieder anzuwerben. Dazu zählen sowohl regelmäßige jährliche Exkursionen zu historisch bedeutsamen Orten als auch spezielle Vortragsreihen.

## Geschichte

### Die Anfänge
Mitte des 19. Jahrhunderts wuchs in der preußischen Rheinprovinz das Interesse, die deutsche Geschichte, aber auch die jeweilige Heimatgeschichte näher zu erforschen und aufzuarbeiten. So gründete sich beispielsweise 1841 in Bonn der Verein von Altertumsfreunden im Rheinlande und 1854 in Köln der Historische Verein für den Niederrhein. Auch in Aachen waren Historiker und historisch bewanderte Persönlichkeiten bestrebt, sich vereinsmäßig zu organisieren. So wurde 1865 der Archäologische Verein gegründet, welcher sich mit der Erforschung und Erhaltung der Kunstdenkmäler und mit der Heimatgeschichte befasste. Ihm gehörten unter anderem der Kanonikus und Kunsthistoriker Franz Bock, der Architekt Carl Rhoen, der Philologe Laurenz Lersch, der Archivar Josef Laurent, der Maler Friedrich Thomas, sowie der Geheimrat und spätere Oberbürgermeister Ludwig Pelzer an.
Zuvor existierte in Aachen bereits von 1835 bis 1853 die Gesellschaft für nützliche Wissenschaften und ab 1847 der Karlsverein zur Restauration des Aachener Münsters, die sich beide nur bedingt mit historischen Themen beschäftigt hatten. Publikationen zu Themen der Aachener Geschichte konnten damals beispielsweise nur über den Bonner oder Kölner Verein bewerkstelligt werden.
Schließlich fanden sich überwiegend aus dem Mitgliederkreis des Archäologischen Vereins 22 Persönlichkeiten unter Führung des Philologen Martin Joseph Savelsberg zusammen, die im Winter 1878 mit Unterstützung des amtierenden Regierungspräsidenten Otto von Hoffmann und des Aachener Oberbürgermeisters Ludwig von Weise die Gründung eines allgemeinen Geschichtsvereins planten. Damit brachten sie zugleich den Archäologischen Verein zur Auflösung. Nach einem ersten Gründungsaufruf am 20. März 1879 an die Aachener Bürger konnte dann die konstituierende Sitzung bereits am 27. Mai d. J. zur Gründung des Aachener Geschichtsvereins stattfinden. Erster Präsident des Vereins wurde der Historiker Alfred von Reumont. Noch bis Jahresende wuchs die Zahl der Mitglieder auf über 700 an.

### Verein für Kunde der Aachener Vorzeit
Nur sechs Jahre später, nach der Wahl von Hugo Loersch zum neuen Präsidenten, kam es sowohl über Inhalt und Aufmachung der vereinseigenen Publikation Zeitschrift des Aachener Geschichtsvereins (ZAGV) als auch über die Art und Weise der wissenschaftlichen Vorträge zu erheblichen Differenzen, die dazu führten, dass sich der AGV spaltete. Etwa 40 Mitglieder traten aus und gründeten mit anderen Interessierten am 15. Oktober 1885 den Verein für Kunde der Aachener Vorzeit. Dieser wuchs rasch auf mehr als 100 und in späteren Jahren auf circa 500 Mitglieder an, zu denen neben einer großen Anzahl an Wissenschaftlern auch viele Fabrikanten, Handwerksmeister und Geistliche gehörten. Im Gegensatz zum AGV, der sich in jenen Jahren eher in Form eines exklusiven wissenschaftlichen Gelehrtenzirkels verstand, setzte sich der neue Verein im Besonderen für eine Öffnung gegenüber allen Bürgerschichten ein und seine Publikationen und Vortragsreihen richteten sich mit verständlichen Texten an alle Geschichtsinteressierten.
Erst nach dem Tod von Hugo Loersch im Jahr 1907 wurden unter seinem Nachfolger Ludwig Schmitz am 10. Dezember des gleichen Jahres die beiden Geschichtsvereine unter dem alten Namen wieder zusammengeführt und die meisten der bereits jeweils vorhandenen Vorstandsmitglieder in den neu zusammengeführten Vorstand des Aachener Geschichtsvereins integriert.
Zu den bekanntesten Mitgliedern des Vereins für Kunde der Aachener Vorzeit gehörten unter anderem: der Historiker und Genealoge Hermann Friedrich Macco, der Stadtarchivar Richard Pick, der Schulrat Franz Oppenhoff senior, Vater des späteren Oberbürgermeisters Franz Oppenhoff, der Buchhändler Ferdinand Kremer, der Arzt Bernhard Maximilian Lersch, der Dombaumeister Joseph Buchkremer, der Kirchenmusikdirektor Heinrich Böckeler, der Bildhauer Wilhelm Pohl, Franz Johann Joseph Bock, Carl Rhoen und viele andere. Nicht wenige Mitglieder, wie beispielsweise Macco, Rhoen, Oppenhoff oder Buchkremer, hatten beiden Vereinen angehört bzw. in den Zeitschriften beider Vereine publiziert.
Während des 22-jährigen Bestehens wurden folgende Vorsitzende gewählt:
- 1885–1885: Carl Eugen Zimmermann, Baumeister und Beigeordneter Bürgermeister, trat nach wenigen Wochen aus Gesundheitsgründen zurück.
- 1885–1886: H. J. Gross, Vikar aus Laurensberg, wurde bereits nach wenigen Monaten versetzt.
- 1886–1897: Karl Wacker, Gymnasiallehrer, wurde 1897 als Seminardirektor an das kgl. Lehrerinnen-Seminar nach Saarburg, dem heutigen Gymnasium Saarburg, versetzt
- 1897–1901: Fritz Joseph Kelleter, Direktor des Lehrerinnen-Seminars zu Aachen, dem heutigen St.-Leonhard-Gymnasium
- 1901–1907: Heinrich Savelsberg, Professor am Kaiser-Karls-Gymnasium

Als eigene Publikationsreihe gab der Verein für Kunde der Aachener Vorzeit 20 Bände der Zeitschrift Aus Aachens Vorzeit (AAV) heraus, deren Inhalt mittlerweile vollständig digitalisiert nachgelesen werden kann. Nach der Fusion wurde die Herausgabe der Zeitschrift eingestellt.

### Nach der Fusion
Zwischenzeitlich konnte der Aachener Geschichtsverein trotz der steigenden Konkurrenz des rasch anwachsenden Aachener Vereins für Kunde der Aachener Vorzeit aufgrund des in der Bevölkerung herrschenden Geschichtsinteresses die Anzahl seiner Mitglieder konstant halten, welche durch den Zusammenschluss beider Vereine im Jahr 1907 auf über 1200 anstieg. Nach erfolgter Fusion setzte sich der AGV gemäß den Vereinbarungen schließlich in seiner Arbeitsweise, wie bereits oben erwähnt, für mehr Offenheit und Bürgernähe ein. Dadurch verliefen die nächsten Jahre trotz des Ersten Weltkrieges in sachlicher Routine und ohne besondere Vorkommnisse.
Erst mit der Machtergreifung durch die Nationalsozialisten im Jahr 1933 traten auch im AGV gewisse Änderungen ein, die viele Mitglieder nicht mittragen wollten und deshalb aus dem Verein austraten. So wurde beispielsweise der amtierende Präsident nunmehr als „Vereinsführer“ bezeichnet und mit Albert Huyskens hatte 1934 ein Mann dieses Amt angetreten, der auf der Grundlage der Geschichtsauffassung des Nationalsozialismus auch die nun verfügten Aufgaben des Geschichtsvereins proklamierte und sich dabei mit zahlreichen Zitaten ausdrücklich auf Hitlers „Mein Kampf“ bezog. Auch mit seinem Engagement auf dem Gebiet der Rassenforschung in der Westdeutschen Gesellschaft für Familienkunde passte er sich dem neuen Zeitgeist an. Der Verein als Ganzes nahm aber nicht immer Rücksicht auf politische Opportunität, sondern beschäftigte sich durchaus auch öffentlich mit Themen, die den Nationalsozialisten nicht unbedingt genehm waren, woraufhin das Verhältnis zu den örtlichen Machthabern zunehmend distanzierter wurde. Auf Grund seiner Verstrickungen mit dem Machtapparat musste Huyskens nach dem Krieg den Vereinsvorsitz zunächst niederlegen, konnte aber nach einem entsprechenden Entnazifizierungsverfahren 1948 die Präsidentschaft wieder übernehmen.
Mittlerweile sah sich der AGV in der Verpflichtung, neben den Standardthemen zunehmend sowohl die neuere und neueste Geschichte zu analysieren als sich auch aufgrund der massiven kriegsbedingten Zerstörung verstärkt mit der Archäologie sowie der Kunst- und Baugeschichte zu beschäftigen. Im Jahr 1979 wurde die bis heute gültige Satzung aktualisiert und als Zweck des Vereins „die Erforschung der Aachener Stadtgeschichte, ihre Einbettung in die Territorialgeschichte und in die allgemeine Geschichte sowie die Pflege des Geschichtsbewusstseins“ eingetragen.

## Vorsitzende
- 1879–1885: Alfred von Reumont, Historiker, preußischer Legationsrat und Wirklicher Geheimer Rat, Ehrenbürger der Städte Florenz und Aachen
- 1885–1907: Hugo Loersch, Geheimer Justizrat und Professor für preußisches und französisches Recht an der Universität Bonn, Mitglied des Preußischen Herrenhauses
- 1907–1910: Ludwig Schmitz, Geheimer Oberjustizrat und Präsident des Landgerichts Aachen, Mitglied des Preußischen Abgeordnetenhauses
- 1910–1918: Martin Scheins, Direktor des Kaiser-Karls-Gymnasium
- 1918–1934: Heinrich Savelsberg, Professor am Kaiser-Karls-Gymnasium, ehemaliger und letzter Vorsitzender des Vereins für Kunde der Aachener Vorzeit
- 1934–1945: Albert Huyskens, Historiker und Bibliothekar sowie Archivar des Stadtarchivs Aachen
- 1945–1948: Heinrich Schiffers, kommissarischer Vorsitzender. Direktor des bischöflichen Diözesanarchivs Aachen.
- 1948–1955: Albert Huyskens
- 1955–1962: Felix Kuetgens, Kunsthistoriker und Direktor des Suermondt-Museums
- 1962–1972: Bernhard Poll, Direktor des Stadtarchivs Aachen
- 1972–1984: Erich Stephany, Prälat und Domkapitular sowie Kunsthistoriker
- 1984–1995: Herbert Lepper, Direktor des Stadtarchivs Aachen
- 1995–1996: Willy Frentz, Oberstudiendirektor des Leonhard-Gymnasiums
- 1996–2015: Thomas R. Kraus, Direktor des Stadtarchivs Aachen
- 2015–2024: Harald Müller, Professor am Historischen Institut der RWTH Aachen[2]
- Seit 2024: Werner Dahlhausen, Rechtsanwalt

## Ehrenvorsitzende
- Alfred von Reumont
- Heinrich Savelsberg
- Erich Stephany
- Herbert Lepper

## Ehrenmitglieder (Auswahl)
- Joseph Buchkremer
- Albert Heusch
- Emil Pauls
- Elisabeth Janssen, Bibliothekarin
- Klaus Pabst, Historiker, Kerpen

## Publikationen
Einen besonderen Schwerpunkt bildet die Herausgabe zahlreicher Fachpublikationen, allem voran die seit 1879 verlegte „Zeitschrift des Aachener Geschichtsvereins“, sowie als sporadische Sonderdrucke die ergänzenden Beihefte und die Beiträge zur Baugeschichte und Heimatkunst.
Um seine Schriften auch überregional verbreiten zu können und eventuell vorhandene Bestandslücken zu schließen, steht der AGV mit derzeit rund 140 Tauschpartnern in Kontakt, mit denen er einen regen Schriftentausch pflegt. Einen Großteil der dem Verein zur Verfügung gestellten Schriften gliedert er ebenso wie seine eigene Herausgaben in die Bestände des Aachener Stadtarchivs, der Stadtbibliothek Aachen, der Bibliothek des Historischen Instituts der RWTH Aachen, des Bibliotheksverbundes des Bistums Aachen sowie vieler weiterer Archive und wissenschaftlicher Bibliotheken ein, um sie so für die Öffentlichkeit besser zugänglich zu machen.
Darüber hinaus wurden ältere Ausgaben der herausgegebenen Publikationen mittlerweile vollständig digitalisiert und sind ebenso wie ausgewählte aktuelle Beiträge online abrufbar. Außerdem können die Schriften des Vereins über den niedergelassenen oder über den online-Buchhandel käuflich erworben werden.
Zusätzlich verfügt der AGV über eine umfangreiche Sammlung „Aquensien“, die einen Großteil der die Stadt Aachen betreffende allgemeine Literatur beinhaltet und nicht vom Verein selbst herausgegeben wird.

### Zeitschrift des Aachener Geschichtsvereins (ZAGV)
Die Zeitschrift des Aachener Geschichtsvereins (ISSN 0065-0137) wird seit dem Gründungsjahr des Vereins 1879 in der Regel jährlich herausgegeben, wobei in neuerer Zeit vereinzelt auch ein Zweijahresrhythmus übernommen wurde. Lediglich in den Jahren 1941 bis 1948, 1953, 1969, 1973 bis 1975, 1990 und 1994 erschien die Zeitschrift nicht, weshalb die fortlaufende Bandnummer 113/114 für den aktuellen Jahrgang 2011/2012 nicht dem Alter des Vereins entspricht.
In diesen mehrere hundert Seiten starken Zeitschriften werden sowohl die getätigten und geplanten Aktivitäten des Vereins, Wahlen, Rechenschaftsberichte und Personalien, als auch wissenschaftliche Beiträge ihrer Mitglieder veröffentlicht. Darüber hinaus sind eigene Registerbände aufgestellt worden, die wahlweise sortiert nach Erscheinungsjahr oder Autor online abgerufen werden können. Ebenso wurden mittlerweile die Ausgaben 1 (1879) bis 31 (1909) digitalisiert und ebenfalls online eingestellt.

### Beihefte der Zeitschrift des Aachener Geschichtsvereins (Auswahl)
- Helene Koss: Quellen zur Geschichte des alten Bistums Aachen. Aachen 1932.
- Heinrich Kaspers: Comitatus nemoris. Aachen 1957.
- Claudia Rotthoff-Kraus: Die politische Rolle der Landfriedenseinungen zwischen Maas und Rhein in der zweiten Hälfte des 14. Jahrhunderts. Aachen 1990.
- Thomas R. Kraus: Auf dem Weg in die Moderne – Aachen in französischer Zeit 1792/93. 1794–1814, Aachen 1994.
- Thomas R. Kraus: Europa sieht den Tag leuchten. Der Aachener Friede von 1748. Aachen 1998.
- Rüdiger Haude: Kaiseridee oder Schicksalsgemeinschaft. 7. Begleitband zur Krönungsausstellung Aachen 2000.

### Aachener Beiträge zur Baugeschichte und Heimatkunst (Auswahl)
- Hans E. Bisegger: Das Krämviertel in Aachen. Aachen 1920.
- Eduard Philipp Arnold: Das Altaachener Wohnhaus. Aachen 1930.
- Albert Huyskens, Bernhard Poll (Hrsg.): Das alte Aachen – seine Zerstörung und sein Wiederaufbau. Aachen 1953.
- Heinrich Hellebrandt, Otto Eugen Mayer: Raerener Steinzeug. Aachen 1967.
- Herbert Philipp Schmitz: Robert Ferdinand Cremer 1826 – 1882, Erbauer der technischen Hochschule und Restaurator des Münsters zu Aachen. Aachen 1969.
- Rudolf Dünnwald: Aachener Architektur im 19. Jahrhundert – Friedrich Joseph Ark Stadtbaumeister 1839 – 1876. Aachen 1974.
- Ingeborg Schild, Elisabeth Janssen: Der Aachener Ostfriedhof. Aachen 1991.
- Ingeborg Schild (Hrsg.); Johann Crumbach: Die Burtscheider Hauptstraße. Aachen 2001.